# Meg and Mog
Meg e Mog é uma série de livros infantis escritos por Helen Nicoll e ilustrado por Jan Pieńkowski. Publicado pela primeira vez na década de 1970, os livros são sobre Meg, uma bruxa cujos feitiços sempre parecem dar errado, o seu gato listrado Mog, e o seu amigo Owl.
Foi feita também em uma série de comédia de animação baseado nos livros. 52 episódios de cinco minutos foram produzidos por Absolutamente Productions e transmitido pela primeira vez em CITV no Reino Unido em 2003, Pop Tiny. Foi produzido por Carl Gorham ea série foi dirigido por Roger Mainwood, e contou com as vozes de Alan Bennett como Owl, Fay Ripley como Meg e Phil Cornwell como Mog. E na versão dos EUA, apresenta as vozes de Jon Kydd e Dave Thewlis como Owl, Avril Lavigne como Meg, e David Holt como Mog.
Uma adaptação teatral também foi apresentada em Londres nos anos 1980, estrelado por Maureen Lipman como Meg.

## Títulos

### Série de livros
- Meg and Mog
- Mog's Missing
- Meg's Mummy
- Meg Up the Creek
- Meg, Mog & Og
- Meg at Sea
- Meg on the Moon
- Meg's Car
- Meg's Castle
- Meg's Eggs
- Mog at the Zoo
- Mog in the Fog
- Owl at School
- Meg's Veg
- Mog's Mumps
- Meg Comes to School
- Meg Goes to Bed

## Série de televisão
- Mog's mistake
- Mog's hiccups
- Meg and the dinosaurs
- Meg's cauldron
- Meg's fancy dress
- Owls birthday
- Mog at the zoo
- Meg and the Viking
- Meg at sea
- Meg's Christmas
- Mog in the fog

## Adaptação do filme
16 de julho de 2012, um período de animação / parte adaptação cinematográfica live-action dos livros Meg e Mog foi anunciado na Comic-Con pela 20th Century Fox. O filme será dirigido por Brandon Vietti, que é outras obras incluem Batman: Under the Red Hood e telivison séries Batman: The Brave and the Bold e foi roteirizado por David Koepp. Fundição é desconhecida, mas o filme está previsto para ser lançado em 3D digital no dia 12 de fevereiro de 2014.